# Parasite Eve (videogioco)
Parasite Eve (パラサイト・イヴ?, Parasaito Ivu) è un videogioco per Sony PlayStation del 1998, ispirato dall'omonimo romanzo di Hideaki Sena da cui è stato tratto anche un film.
È stato sviluppato e pubblicato da Square Co. Ltd, anche conosciuta come Squaresoft, ora Square Enix. Il gioco è stato localizzato in Nord America (USA e Canada), ma non fu mai importato in Europa.
Nel 2000 Square fece uscire il suo seguito diretto, sempre per PlayStation, Parasite Eve II, che ebbe un buon successo anche in Europa (è stato localizzato in italiano).
Il 22 dicembre 2010, a circa dodici anni di distanza dal primo capitolo, la Square Enix pubblica uno spin off del videogioco, dal titolo The 3rd Birthday che, seppur con meccaniche di gioco diverse, è a tutti gli effetti il terzo capitolo della saga.

## Trama
La storia si svolge nell'arco di sei giorni, tra il 24 e il 29 dicembre 1997, a New York. La giovane poliziotta Aya Brea si trova al Carnegie Hall a vedere un'opera teatrale, la cui protagonista è l'avvenente attrice Melissa Pearce. Mentre Melissa canta la sua parte, misteriosamente molti spettatori prendono fuoco per autocombustione, davanti allo sguardo stupito di Aya, che segue Melissa nel backstage, senza però riuscire a catturarla. Intanto, è attaccata da mostri di ogni genere, animali mutati a causa del potere di Melissa. L'attrice rivela ad Aya che i suoi mitocondri dovevano ancora svilupparsi, e che l'avevano protetta dai suoi poteri, e che, inoltre, il suo vero nome non era Melissa, ma Eve. Così l'abbandona, spaventandola, trasformandosi in un mostro e nascondendosi nei dedali delle fogne di New York.
È Natale, e Aya, assieme al suo collega Daniel Dollis, si dirige all'American Museum of Natural History per parlare con uno scienziato, il dottor Hans Klamp, ma le sue nozioni sui mitocondri non diranno molto ai due. Successivamente, Eve viene avvistata a Central Park, dove si tiene un altro spettacolo teatrale pieno di spettatori. Quindi, sarà solo Aya a cercare di fermarla, dato che Daniel sarà incapacitato dalla sfera invisibile attorno a tutto il parco, che fa bruciare chiunque vi si addentri, esclusa la poliziotta. Aya, però, non riesce a fermarla, e gli spettatori vengono trasformati in un ammasso gelatinoso arancione. Inoltre, mentre si scontra con Eve, alla fine viene tramortita, perdendo conoscenza.
Anche il figlio di Daniel, Ben, partecipava allo spettacolo, ma per sua fortuna si era salvato scappando dalla madre, che si comportava in maniera strana (in quanto sotto l'effetto di Eve). Intanto, Manhattan viene evacuata, e lo scienziato giapponese Kunihiko Maeda, ne approfitta per intrufolarsi in città, in cerca di risposte sulle sue ricerche sui mitocondri. Aya, quindi, si sveglia in un appartamento, assieme a Daniel e Maeda, dove il ricercatore le spiega che quello che stava succedendo a New York, in piccola scala, era già accaduto nel suo paese (ovvero, gli eventi narrati nel romanzo originale Parasite Eve), perciò si dirigono al museo di storia naturale, per cercare strumenti per le analisi, ma il dottor Klamp, irritato, li butta fuori senza dare spiegazioni.
Intanto, la stazione di polizia è assalita da altri mostri, un diversivo per permettere ad Eve di continuare il suo malefico piano. Secondo Maeda, infatti, il suo obiettivo è quello di creare l'Essere Supremo, che dominerà gli altri organismi della Terra, compreso l'uomo. Questo potrà accadere, però, solo se Eve troverà dello sperma con cui fecondare le sue uova e, per questo, Aya va all'ospedale per trovarla, ma, nello scontro che ne scaturisce, fallisce ancora una volta nei suoi intenti.
Il giorno seguente, Aya si dirige di nuovo da Klamp, dove scopre che lui stava creando uno sperma artificiale, senza mitocondri, in modo che, al contrario della volta precedente, il figlio di Eve non avrebbe avuto problemi di organizzazione fisiologica. Quindi, muore di autocombustione, dopo aver confessato la verità. Ad Aya, tornata da Daniel e Maeda, viene spiegata la vera storia di tutto quello che stava accadendo: secondo le loro ricerche, infatti, Melissa aveva subito da piccola un trapianto di reni proveniente da sua sorella, Maya, morta diversi anni prima, assieme alla madre Mariko, in un incidente d'auto. Maya, perciò, era la vera Eve, trapiantata in un altro essere umano. E il dottore che aveva pianificato l'intervento era proprio Klamp.
La poltiglia arancione (ovvero, il derivato mitocondriale degli spettatori di Central Park), intanto, si fa rivedere, e l'esercito cerca di affrontarla, senza nemmeno riuscire a scalfirla. Viene, perciò, convocata Aya, unico essere umano misteriosamente in grado di resistere ai tremendi poteri di Eve, e la lotta finisce su Liberty Island, con la vittoria della prima. Il pericolo sembra ormai cessato, quando però si scopre che, a bordo della portaerei su cui Aya si era ritirata, l'Essere Supremo era nato, ed era pronto a vendicarsi. La nave viene evacuata, mentre Aya combatte con il mostro, ucciso solo facendo esplodere tutta l'imbarcazione sovraccaricando le valvole della pressione.
Aya viene recuperata in mare aperto, e Maeda finalmente le spiega che i suoi poteri e la sua capacità di resistenza agli sforzi di Eve derivavano dal fatto che anche lei aveva subito un trapianto (di cornea) dalla sorellina morta, e quindi i mitocondri, associati in modo pacifico alle sue cellule tramite qualche mutazione, le permettevano non solo di non esserne posseduta, ma anche di comandarli.
Ma non la storia non è conclusa, perché finendo il gioco si guadagna il diritto ad entrare nel Chrysler Building, dove Aya è attesa dal boss finale: Maya, o per meglio dire, la coltura di epatociti del dottor Klamp, che era maturata fino a formare un essere uguale in tutto e per tutto a Maya (come nel romanzo). Questa si presenta raccontando la sua formazione, e spiegando che la cima del Chrysler era il suo nido di sicurezza, se l'Essere Supremo avesse fallito. Quindi, ingaggia una lotta con Aya, perdendo. Ma qualcosa di strano succede nella poliziotta, ed Eve, con una voce proveniente dal corpo di Aya, spiega che finalmente anche i suoi mitocondri si erano evoluti abbastanza da prendere il controllo. Ma la sorellina Maya, però, riesce a prendere il controllo sulla situazione, sconfiggendo Eve, e iniziando con Aya una simbiosi fruttuosa per entrambe.

## Modalità di gioco
Si tratta, sostanzialmente, di un videogioco di ruolo (quindi, con punti esperienza, livelli, magie e parametri), ma di taglio survival horror, in cui si utilizza l'agente scelto Aya Brea come protagonista. Le meccaniche di gioco non sono quelle tradizionali dei giochi di ruolo giapponesi: è, infatti, presente una minima parte di azione che rende Parasite Eve un action RPG.

### Battaglie
In Parasite Eve, le battaglie non vengono innescate come incontri casuali, ma quando Aya cammina su un particolare hotspot nello scenario in 2D. Durante le battaglie, la protagonista è libera di muoversi per schivare gli attacchi dei nemici e portarsi in posizione strategica. È possibile attaccare o eseguire delle azioni quando si riempie la barra AT (Active Time): ogni volta che si decide di attaccare, compare una cupola tridimensionale che indica il raggio d'azione delle varie armi.
Oltre ad avere a disposizione gli attacchi standard, Aya può contare sui cosiddetti Poteri parassiti, derivati dal risveglio dei suoi mitocondri e che sono l'equivalente delle "magie" di altri videogiochi. Ogni potere utilizzato consuma parte dell'Energia Parassita (PE, Parasite Energy) di Aya e ne riduce la velocità di recupero automatico durante la battaglia.
Le battaglie già affrontate possono essere ripetute tornando sull'hotspot che le ha innescate dopo un certo periodo di tempo.

### Sviluppo del personaggio
Come nei GDR tradizionali, Aya ottiene dei punti esperienza uccidendo i nemici. Ottenendone a sufficienza, salirà di livello guadagnando un incremento delle statistiche di base e dei Punti Bonus che si possono distribuire per potenziare l'equipaggiamento, la velocità di caricamento dell'AT o la capienza dell'inventario.
Inoltre, è possibile smontare armi e armature, utilizzando dei particolari arnesi ottenibili durante il gioco, e trasferirne i parametri ad altri oggetti, rendendoli così più potenti.
È presente una world-map (mappa del mondo) con cui si accede alle varie locazioni del gioco, il quale fa grande uso di filmati FMV (Full Motion Video).
Il gioco è su due CD, ed è disponibile solo in versione statunitense e giapponese, nonostante in Italia sia giunta anche una versione in cui è tradotta solo la parte testuale.

### Armi e poteri parassiti
Le armi utilizzabili in Parasite Eve si dividono in 4 categorie:
- Pistole - Sparano più velocemente, ma non infliggono molti danni;
- Fucili - Infliggono danni moderati e hanno un ampio raggio d'azione;
- Mitragliatrici - Sparano sempre un numero di proiettili casuale su tutti i nemici presenti nel raggio d'azione;
- Lanciagranate - Sono molto potenti e possono avere effetti speciali, come granate incendiarie o congelanti, ma sparano lentamente, lasciando Aya alla mercé dei nemici durante gli attacchi.

Tutti i tipi di armi usano lo stesso tipo di munizioni, le quali si reperiscono abbastanza frequentemente negli scenari.
La maggior parte dei poteri parassiti a disposizione sono di natura difensiva e curativa. Solamente due, Energy Shot e Liberate, sono puramente offensivi:
- Heal - Restituisce PV (Punti Vita) ad Aya. Salendo di livello, si acquisiscono versioni più potenti che rigenerano un maggior quantitativo di PV;
- Scan - Rivela le debolezze dei nemici;
- Gene Heal - Trasforma gradualmente l'energia parassita in PV;
- Medic - Rimuove tutti gli status negativi;
- Full Recover - Rimuove tutti gli status negativi e riporta i PV al massimo;
- Detox - Guarisce dal veleno;
- Barrier - Finché è attivo l'effetto di questo potere, i danni subiti da Aya vengono inflitti alla sua PE, anziché ai suoi PV;
- Energy Shot - Concentra l'energia parassita in un singolo proiettile, infliggendo danni devastanti, ma svuotando completamente la barra PE;
- Haste - Velocizza i movimenti di Aya e il caricamento della barra AT;
- Slow - Rallenta il caricamento dell'AT di un nemico;
- Confu - Confonde un nemico, diminuendo le sue possibilità di colpire;
- Preraise - Se Aya muore mentre è attivo l'effetto di questo potere, tornerà in vita;
- Liberate - Trasforma Aya in una creatura mitocondriale, permettendole di sferrare 7 attacchi letali a tutti i nemici.

## Colonna sonora
La colonna sonora del gioco è stata composta da Yōko Shimomura.

## Accoglienza
Il gioco ebbe delle valutazioni abbastanza buone dalla stampa specializzata, ma fu criticato duramente per i suoi attacchi casuali (ai tempi, spesso presenti nei giochi di ruolo) e per il complesso sistema di potenziamento delle armi. Ad ogni modo, la grafica simile a Resident Evil e l'ambientazione newyorkese gli consentirono di avere successo negli Stati Uniti, dove diventò il gioco più venduto per PlayStation tra settembre e ottobre del 1998. Anche in Europa, la versione d'importazione riuscì ad avere un buon successo di vendite.